# Jean-Christophe Réhel
Jean-Christophe Réhel est un poète et romancier québécois, né à Montréal le 25 avril 1989.

## Biographie
Jean-Christophe Réhel écrit principalement de la poésie, mais a publié un roman, Ce qu'on respire sur Tatouine, pour lequel il a remporté le Prix littéraire des collégiens en 2019. Il collabore régulièrement à l'émission de radio Plus on est de fous, plus on lit! et publie « Le poème à Réhel » toutes les semaines dans le journal Le Devoir de janvier 2020 à avril 2021.
Il anime également régulièrement des ateliers de poésie dans des écoles secondaires et collabore à plusieurs revues littéraires (Lettres québécoises, Estuaire, Zinc), en plus de participer à plusieurs événements littéraires comme, en 2018, au Cabaret du FIL et, l'année suivante, la «Poésie Postale». Il prend également part à trois reprises, de 2015 à 2018, à la Levée d’Écrou  au Cabaret du Lion d’Or, dans le cadre du Festival International de la Littérature.
Il a aussi été poète invité en 2017 dans le cadre du projet « Lettre d’amour aux arbres centenaires de Montréal » mené par le poète Bertrand Laverdure et l'artiste multidisciplinaire Patsy Van Roost, pour lequel il a donné une lecture publique au parc Notre-Dame-de-Grâce à Montréal, en plus de collaborer à l'écriture d'un poème collectif.
En 2016, il participe au projet «Poésie Visuelle» mis sur pied par le Musée d’art de Joliette pour les adultes en processus de francisation en aidant les étudiants à créer leur propre recueil de poésie.
À l'automne 2019, il publie Peigner le feu, un recueil de poésie jeunesse publié par La Courte Échelle. Il travaille présentement à l'écriture de son deuxième roman.

« Je n’aimais pas la poésie quand j’étais à l’école. Je fuyais les poèmes comme la peste. Je ne comprenais pas et je n’avais pas envie de comprendre. J’ai eu une forme de révélation quand je me suis rendu compte que la poésie me permettait d’aller au cœur du sentiment et de l’intime. »— Entrevue accordée aux Voix de la poésie

Il est atteint de la fibrose kystique, maladie qui teinte beaucoup son écriture. En effet, il explore beaucoup les thèmes de la solitude, de la fatigue et de la maladie. Son écriture est cependant teintée de beaucoup d'humour, souvent auto-dérisoire. Ses œuvres décrivent à la fois la beauté et la fadeur du quotidien.

## Œuvres

### Poésie
- Margarine, Montréal, Auto-publié (Carte Blanche), 2012, 204 p.  (ISBN 9782895901884)
- Bleu sexe les gorilles, Montréal, Éditions de l'Écrou, 2014, 81 p.  (ISBN 9782981391155)
- Les volcans sentent la coconut, Montréal, Del Busso, 2016, 94 p.  (ISBN 9782923792903)
- La fatigue des fruits, Montréal, L'Oie de Cravan, 2018, 79 p.  (ISBN 9782924652169)
- La douleur du verre d'eau, Montréal, Éditions de l'Écrou, 2018, 111 p.  (ISBN 9782924682128)
- Le plancher de la lune, Montréal, Éditions la courte échelle, 2023, 80 p. (ISBN 9782897745301)
- Taureau taureau, Montréal, Del Busso, 2024, 80 p.  (ISBN 9782925079590)

### Poésie jeunesse
- Peigner le feu, Montréal, La Courte Échelle, 2019, 61 p.  (ISBN 9782897742737). Adapté en une web-série d'animation, Peigner le feu.
- Le plancher de la lune, Montréal, La Courte Échelle, 2023, 90 p.  (ISBN 9782897745301)

### Roman
- Le Centre 312, Montréal, Auto-publié (Carte Blanche), 2008, 155 p.  (ISBN 9782895901150)
- Ce qu'on respire sur Tatouine, Montréal, Del Busso, 2018, 283 p.  (ISBN 9782924719480)
- La Blague du siècle, Montréal, Del Busso, 2023, 256 p.  (ISBN 9782925079521)

### Collectif
- Et si on s'éteignait demain ?, collectif dirigé par Marie-Élaine Guay, Montréal, Del Busso, 2019.

### Série télévisée (scénariste)
- 2023- : L'air d'aller

## Prix et honneurs
- 2017: Finaliste au prix Prix des libraires, catégorie poésie québécoise pour Les volcans sentent la coconut[7]
- 2017: Finaliste pour le Prix Geneviève-Amyot pour la suite poétique La pluie s’endort toujours sur le côté gauche [1]
- 2019: Nomination liste préliminaire pour le Prix des libraires du Québec dans la catégorie Roman québécois pour Ce qu'on respire sur Tatouine [1]
- 2019: Nomination liste préliminaire pour le Prix des libraires du Québec dans la catégorie Poésie pour La fatigue des fruits[1]
- 2019: Récipiendaire du Prix littéraire des collégiens pour Ce qu'on respire sur Tatouine[2]